# 小行星5105
小行星5105（英語：5105 Westerhout）是一颗围绕太阳公转的小行星。1986年10月4日，愛德華·鮑威爾在可可尼诺县发现了此天体。
这颗小行星的绝对星等为189.3834216610226等。